# Plusiotricha carcassoni
Plusiotricha carcassoni là một loài bướm đêm trong họ Noctuidae.